# Adenomera hylaedactyla
Adenomera hylaedactyla es una especie de anfibio anuro de la familia Leptodactylidae. Su coloración varía entre gris y café, con manchas más oscuras en la parte superior. Se distribuye por Bolivia, Brasil, Colombia, Ecuador, Guayana Francesa, Guyana, Paraguay, Perú, Surinam, isla Trinidad y Venezuela.